# Griekse bezetting door de asmogendheden tijdens de Tweede Wereldoorlog
De Griekse bezetting door de asmogendheden tijdens de Tweede Wereldoorlog (Grieks: Η Κατοχή, I Katochi ("de bezetting")) begon in april 1941 na de Duitse en Italiaanse invasie van Griekenland en werd uitgevoerd samen met Bulgaarse troepen. De bezetting duurde totdat Duitsland zich terugtrok uit het vasteland in oktober 1944. Op sommige plekken, zoals op Kreta en andere eilanden, bleven Duitse garnizoenen echter de controle uitoefenen tot mei of zelfs juni 1945.

## Inval
Fascistisch Italië was aanvankelijk Griekenland binnengevallen in oktober 1940, maar werd verslagen en het Griekse leger drong de aanvallende troepen terug tot in het binnenland van Albanië. Dit was reden voor Duitsland om enkele troepen af te staan die deelnamen aan Operatie Barbarossa, teneinde Italië te helpen in de Balkan. Een snelle Duitse Blitzkrieg-campagne volgde in april 1941 en in mei 1941 stond Griekenland onder bezetting van de drie asmogendheden Duitsland, Italië en Bulgarije.

## Bezetting
Tijdens de bezetting stierven driehonderdduizend Griekse burgers de hongerdood, duizenden anderen door represailles en de economie van het land die beschadigd werd. Op hetzelfde moment werd het Griekse verzet gevormd, dat later een van de meest effectieve verzetsbewegingen van bezet Europa zou worden. Deze verzetsgroep lanceerde enkele guerrilla-aanvallen tegen de bezetters en zorgde voor grote spionagenetwerken, maar tegen eind 1943 begonnen ze onder elkaar te vechten. Toen Griekenland in oktober 1944 bevrijd werd, bevond het land zich in een crisis die geleid had tot een burgeroorlog.
Albanië · 
België · 
Denemarken · 
Frankrijk · 
Griekenland · 
Hongarije · 
Italië · 
Joegoslavië · 
Kanaaleilanden · 
Luxemburg · 
Monaco · 
Nederland · 
Noorwegen · 
Oekraïne · 
Oostenrijk · 
Ostland (Estland · Letland · 
Litouwen · Wit-Rusland) · 
Polen · 
San Marino · 
Tsjecho-Slowakije